# Cement House Cemetery
Cement House Cemetery is een Britse militaire begraafplaats met gesneuvelden uit de Eerste Wereldoorlog, gelegen in het Belgische dorp Langemark. De begraafplaats bevindt zich een kilometer ten zuidwesten van het dorpscentrum van Langemark, langs de weg naar Pilkem en Boezinge. De begraafplaats werd ontworpen door Reginald Blomfield en wordt onderhouden door de Commonwealth War Graves Commission. Het terrein heeft een oppervlakte van ca. 9.685 m². Aan de noordkant bevindt zich een bakstenen toegangsgebouw met rondboog. Tegenover de ingang staat aan de zuidkant het Cross of Sacrifice. De Stone of Remembrance staat aan de oostkant van het terrein. De begraafplaats is een zogenaamde "open cemetery", wat betekent dat ze nog gebruikt wordt voor het begraven van stoffelijke resten die tegenwoordig nog altijd in de omgeving worden teruggevonden.
Er worden 3.614 doden herdacht, waarvan 2.429 niet geïdentificeerd konden worden.

## Geschiedenis
Rond 21-24 oktober 1914 werd gevochten rond Langemark. Van april 1915 tot augustus 1917 bleef het dorp in Duitse handen. Iets ten westen van de Steenbeek bevond zich een boerderij waar de Duitsers een versterkte betonnen constructie hadden opgetrokken, en die de Britten Cement House noemden. In augustus 1917 werd hier opnieuw zwaar gestreden tijdens de Derde Slag om Ieper. De Britten konden na enkele dagen de bunker innemen en daarna Langemark heroveren. Naast de boerderij begonnen ze daarna met de aanleg van een begraafplaats, waar meer dan 200 gesneuvelden werden begraven. Ze bleven de begraafplaats gebruiken tot aan het Duitse lenteoffensief van april 1918. Na de oorlog werd de begraafplaats verder uitgebreid met graven uit de omliggende slagvelden, uit burgerlijke begraafplaatsen en kleinere begraafplaatsen die werden ontruimd. Enkele begraafplaatsen waarvan graven naar hier werden overgebracht waren Asquillies Churchyard in Asquillies, Audregnies Churchyard in Audregnies, Elverdinge Churchyard in Elverdinge, Hensies Churchyard in Hensies, Heule Churchyard in Heule, Maisières Communal Cemetery in Maisières, Meerendre Churchyard in Merendree, Oostnieuwkerke Churchyard in Oostnieuwkerke, Proven Churchyard in Proven, Quaregnon Communal Cemetery in Quaregnon, Rolleghem Churchyard in Rollegem, Winkel St. Eloi Churchyard in Sint-Eloois-Winkel en Thulin New Communal Cemetery in Thulin. Op de begraafplaats werden ook drie Special Memorials opgetrokken voor gesneuvelden die aanvankelijk op Pheasant Trench Cemetery, ten oosten van Langemark, waren begraven, maar van wie men het graf niet meer kon terugvinden. Vijf Britten en drie Newfoundlanders worden eveneens met Special Memorial herdacht omdat hun graven niet meer gelokaliseerd konden worden en men vermoedt dat ze onder naamloze grafzerken liggen.
Onder de geïdentificeerde slachtoffers zijn er 1.150 Britten, 28 Canadezen, 4 Australiërs, 2 Nieuw-Zeelanders en 1 Zuid-Afrikaan.
In 1922 werden 487 gesneuvelde Franse soldaten die hier in 1917 begraven werden naar de Franse militaire begraafplaats Saint-Charles de Potyze overgebracht.
Op de begraafplaats werden ook 22 gesneuvelden uit de Tweede Wereldoorlog (waaronder 5 niet geïdentificeerde) bijgezet. De meeste kwamen om bij de gevechten tegen het oprukkende Duitse leger en tijdens de terugtrekking van het Britse Expeditieleger naar Duinkerke.
De begraafplaats blijft in gebruik voor nieuw opgegraven stoffelijke resten. Zo werden hier op het eind van de 20ste eeuw en begin van 21ste eeuw nog tientallen gevonden lichamen van Britse gesneuvelden begraven.
In 2009 werd de begraafplaats als monument beschermd.

## Graven

### Onderscheiden militairen
- John Boyd Orr, majoor bij het Norfolk Regiment werd onderscheiden met de Distinguished Service Order (DSO).
- majoor John Arthur Meads, de kapiteins John Little, Owen Robert Lloyd, Laurence William Cadic en Patrick Julian Harry Stanley Ogilvy, de luitenants Walter Olveston Summers en John Mcpail McDonald en onderluitenant Stanley Hastings Price werden onderscheiden met het Military Cross (MC).
- Frederick Gordon Bayley, luitenant bij de Royal Air Force werd onderscheiden met het Distinguished Flying Cross (DFC).
- compagnie sergeant-majoor James C. Combe, sergeant Harry Greatrex en soldaat Alfred John Knight ontvingen de Distinguished Conduct Medal (DCM).
- nog 20 militairen werden onderscheiden met de Military Medal (MM).

### Minderjarige militair
- Victor Leo Hepworth, soldaat bij de Australian Infantry, A.I.F. was 17 jaar toen hij op 18 oktober 1917 sneuvelde.

### Alias
- schutter Jack Arthur Domsch diende onder het alias J.A. Thomas bij de Rifle Brigade.